# Овсянниково (Талдомский городской округ)
Овсянниково — деревня в Талдомском районе Московской области России. Входит в состав сельского поселения Квашёнковское. Население — 43 чел. (2010).

## География
Расположена на севере Московской области, в северной части Талдомского района, примерно в 18,5 км к северу от центра города Талдома, у границы с Тверской областью. Связана автобусным сообщением с районным центром. Ближайшие населённые пункты — деревни Кишкиниха, Маклаково и Некрасово.

## Население
| 1859 | 1888 | 2002 | 2006 | 2010 |
| ---- | ---- | ---- | ---- | ---- |
| 134  | ↗149 | ↘8   | ↗10  | ↗43  |

## История
В «Списке населённых мест» 1862 года Овсяниково — казённая деревня 2-го стана Калязинского уезда Тверской губернии по левую сторону Дмитровского тракта, в 48½ верстах от уездного города, при безымянном ручье, с 22 дворами и 134 жителями (60 мужчин, 74 женщины).
По данным 1888 года входила в состав Белгородской волости Калязинского уезда, проживала 31 семья общим числом 149 человек (70 мужчин, 79 женщин).
В 1915 году — 41 двор.
До 1994 года — деревня Квашёнковского сельсовета Талдомского района Московской области.
В 1994 году Московской областной думой было утверждено положение о местном самоуправлении в Московской области, сельские советы как административно-территориальные единицы были преобразованы в сельские округа.
1994—2006 гг. — деревня Квашёнковского сельского округа Талдомского района.
2006—2009 гг. — деревня сельского поселения Ермолинское Талдомского района.
В 2009 году деревня Овсянниково вошла в состав сельского поселения Квашёнковское Талдомского муниципального района Московской области, образованного путём выделения из состава сельского поселения Ермолинское.